# لیتون شرقی
لیتون شرقی (به انگلیسی: East Layton) یک روستا و محله مدنی در بریتانیا است که در ریچموندشر واقع شده‌است. لیتون شرقی ۱۱۷ نفر جمعیت دارد.